# Cynisca liberiensis
Cynisca liberiensis — вид плазунів з родини амфісбенових (Amphisbaenidae). Мешкає в Західній Африці.

## Поширення і екологія
Cynisca liberiensis мешкають на заході Гвінеї, в Сьєрра-Леоне та на заході і півночі Ліберії. Вони живуть у вологих гвінейських саванах, у вологих тропічних лісах і галерейних лісах.